# Myopias punctigera
Myopias punctigera är en myrart som först beskrevs av Carlo Emery 1901.  Myopias punctigera ingår i släktet Myopias och familjen myror. Inga underarter finns listade i Catalogue of Life.